# Charles Booth
Charles James Booth (Liverpool, 30 marzo 1840 – Leicester, 23 novembre 1916) è stato un sociologo britannico.
Attento osservatore dei problemi economici riguardanti la senescenza dell'epoca vittoriana, li espose nel suo Pensioni degli anziani (1889). Per primo sostenne inoltre che vi fosse una relazione tra povertà e depravazione a Londra.
Armatore ricca dalla grande borghesia commerciale di Liverpool, ha iniziato come direttore di « Alfred Booth & Co. ». La sua famiglia discende dalla nobiltà includono i conti di Warrington e l'arcivescovo Lawrence Booth. Anche è stato membro di spicco del Reform Club.

## Opere
- Life and Labour of the People, I ed., Vol. I. (1889)
- Labour and Life of the People, I ed., Vol II. (1891)
- Life and Labour of the People in London, II ed., (1892–97) [9 vol]
- Life and Labour of the People in London, III ed., (1902-03) [17 vol].